# Poly(A)-Polymerase
Die Poly(A)-Polymerase (PAP-α) ist ein Enzym, das die posttranskriptionale Polyadenylierung von neu synthetisierter prä-mRNA im Zellkern von Eukaryoten katalysiert.
Die humane PAP-α findet sich im Nucleus (Zellkern) als auch im Zytosol.
Die Aktivität der PAP-α wird durch ihre (De-)Phosphorylierung und durch Bindung weiterer Proteine, insbesondere CPSF und Fip1 reguliert. Diese Art der Regulation ist ein Ansatz zur unspezifischen Steuerung der Genexpression. So führt die Hyperphosphorylierung von PAP-α durch den Mitose-promoting factor zum Herunterfahren der Translation in der Metaphase der Meiose II. Auf der anderen Seite dephosphoryliert das VPR-Protein des HI-Virus beispielsweise die PAP-α und führt so zu einer erhöhten Translation von Virusproteinen.